# Martin Worms

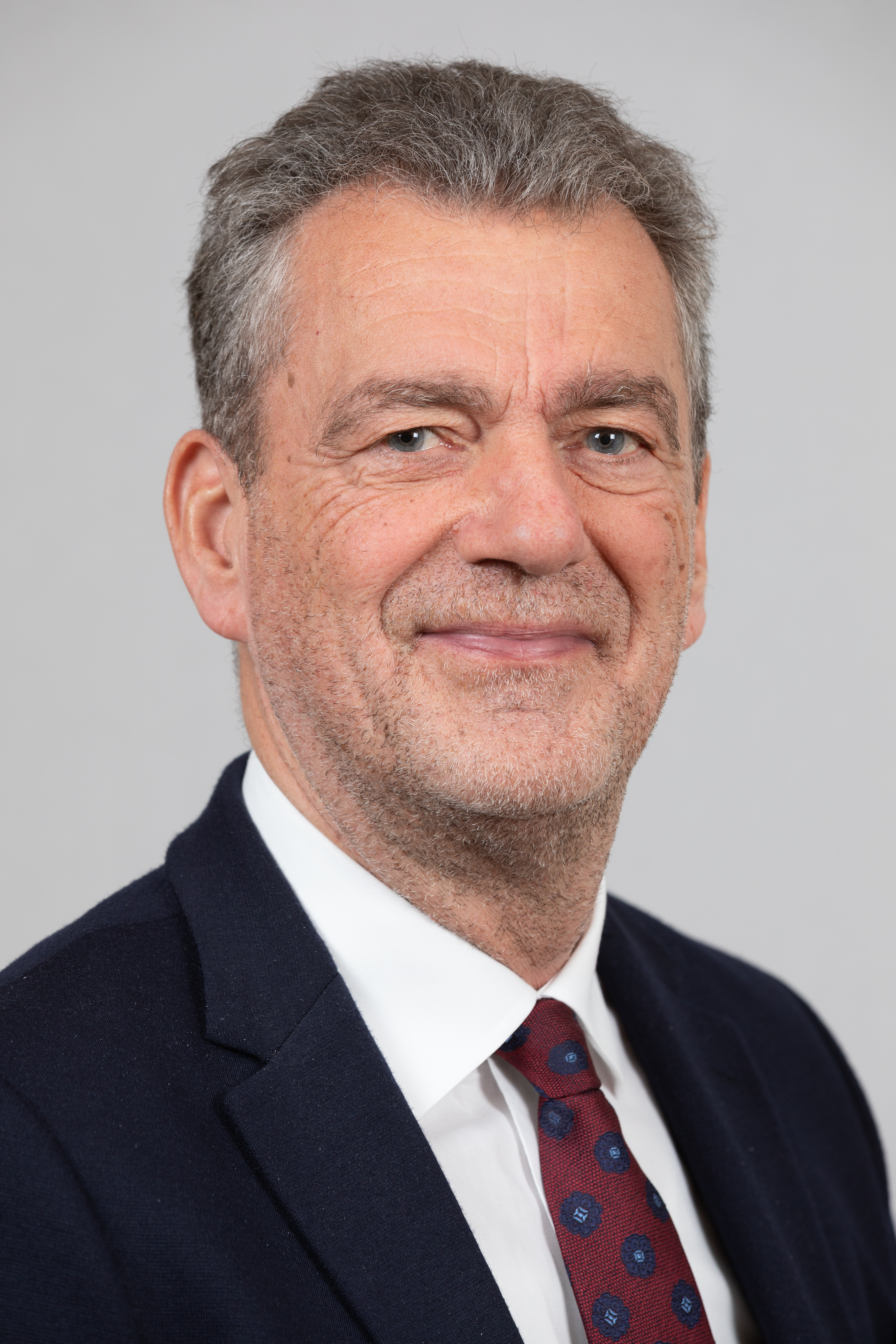
Martin Worms (2019)

Martin Josef Worms (* 7. Juni 1954 in Höchst, heute Gelnhausen) ist ein deutscher Verwaltungsjurist. Er war von 2017 bis 2024 parteiloser Finanzstaatssekretär in Hessen.
Nach dem Abitur 1973 in Hanau studierte Martin Worms bis 1977 Rechts- und Staatswissenschaften an der Goethe-Universität in Frankfurt am Main mit beiden Staatsexamina und wurde mit einer strafrechtlichen Doktorarbeit 1983 zum Dr. iur. promoviert.
Er trat im gleichen Jahr in die hessische Steuerverwaltung ein, wurde 1985 in die Haushaltsabteilung des Hessischen Ministeriums der Finanzen versetzt, ein Jahr später zum Referatsleiter und 2003 zum Leiter der Haushaltsabteilung bestellt. Am 1. September 2017 wurde er zum Staatssekretär des Finanzministeriums ernannt. Im Zuge der Bildung des Kabinetts Rhein II schied er am 18. Januar 2024 aus dem Amt des Staatssekretärs aus.

## Veröffentlichungen
- Die Bekenntnisbeschimpfung im Sinne des § 166 Abs. 1 StGB und die Lehre vom Rechtsgut. Frankfurter kriminalwissenschaftliche Studien, Peter Lang Verlag 1984, Bd. 11.
- Rezension „Öffentliche Verwaltung nachhaltig reformieren“, in: Staatsanzeiger für das Land Hessen 1999, S. 732.
- Die Eröffnungsbilanz des Landes Hessen, in: Die öffentliche Verwaltung (DÖV) 2010, S. 542 ff. mit Elke Telgler.
- Reform und Norm – auf dem Weg zu einer neuen Landeshaushaltsordnung, in: Moderne Finanzkontrolle und öffentliche Rechnungslegung, Denkschrift für Manfred Eibelshäuser, Carl Link Verlag 2013, S. 565 ff.
- Haushaltsreform in Hessen – Strategie und Kommunikation, in: Strategische Steuerung in öffentlichen Institutionen, Erich Schmidt Verlag 2013, S. 122 ff.
- Hessens Weg von der Kameralistik zur Doppik, in: Controlling und Management Review, Sonderheft 3/2014, S. 59 ff.
- Haushaltsmodernisierung – der hessische Weg, in: Die Doppik im öffentlichen Haushalts- und Rechnungswesen, Arbeitsgemeinschaft für öffentliche Verwaltung (AWV), Spezial 4/2016, S. 61 ff.
- Verwaltungseinnahmen, Zuweisungen und sonstige Einnahmen sowie das strukturelle Verschuldungsverbot der Länder ab 2020, in: Haushalts- und Finanzwissenschaft der Länder in der Bundesrepublik Deutschland, Schriften zur öffentlichen Verwaltung und  öffentlichen Wirtschaft, Berliner Wissenschafts-Verlag 2017, S. 565 ff. mit Kai Hofmann.
- Vorwort der Herausgeber, in: Klimaneutralität – Hessen 5 Jahre weiter, Band II: neue Impulse, Springer Vieweg 2018, S. 1 ff. mit Franz Rademacher.
- Die Vorschriftenhüter: 30 Jahre Normprüfung in Hessen – ein Beitrag zur besseren Rechtsetzung, in: Neue Juristische Online-Zeitschrift (NJOZ) 2022, S. 513 ff.